# Argyripnus electronus
Argyripnus electronus és una espècie de peix pertanyent a la família dels esternoptíquids.

## Hàbitat
És un peix marí i batidemersal que viu entre 545 i 600 m de fondària.

## Distribució geogràfica
Es troba al Pacífic sud-oriental.

## Observacions
És inofensiu per als humans.